# Maślak limbowy

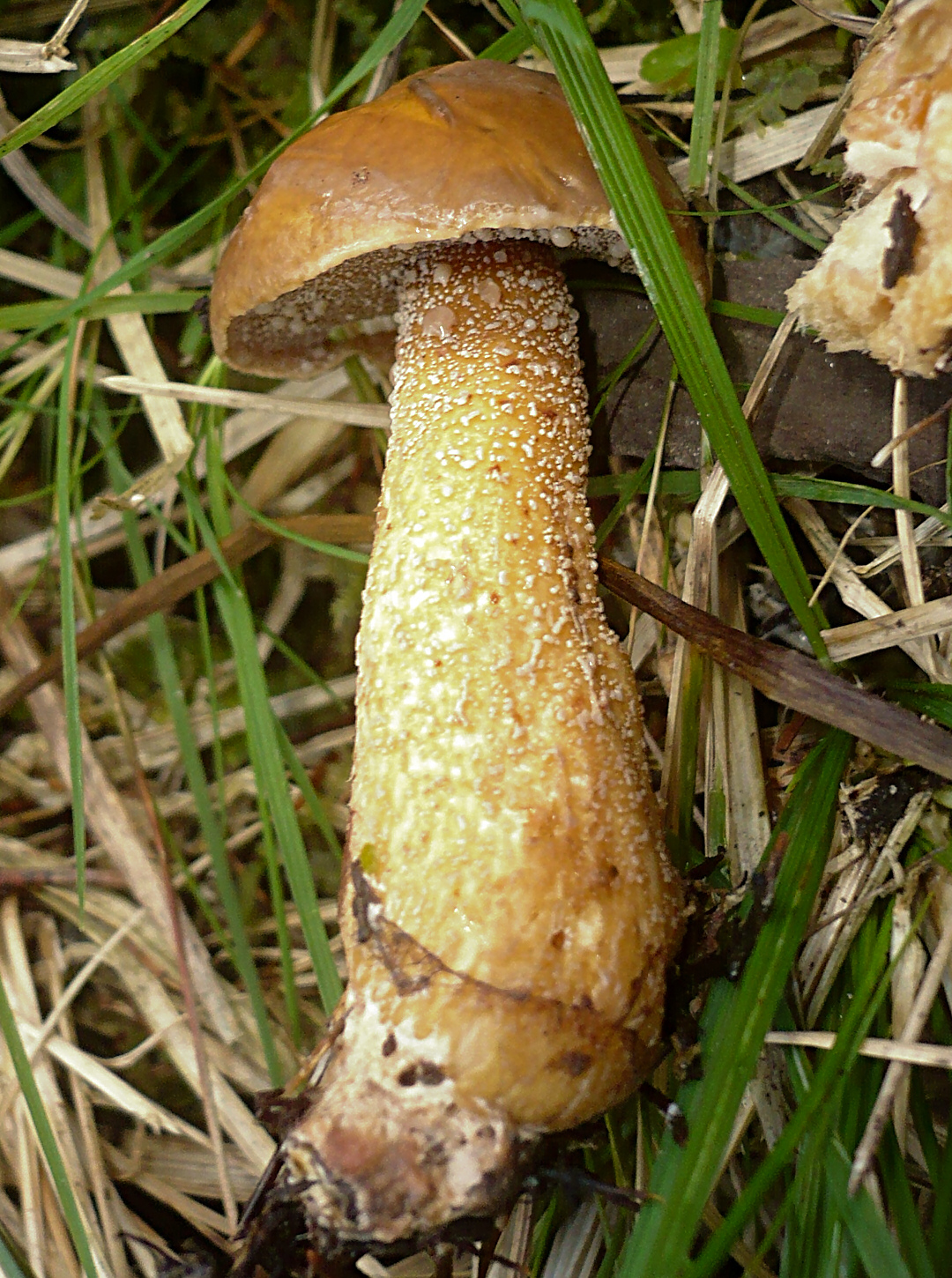

Maślak limbowy (Suillus plorans) (Rolland) Kuntze – gatunek grzybów z rodziny maślakowatych (Suillaceae).

## Systematyka i nazewnictwo
Pozycja w klasyfikacji według Index Fungorum: Suillus, Suillaceae, Boletales, Agaricomycetidae, Agaricomycetes, Agaricomycotina, Basidiomycota, Fungi.
Po raz pierwszy takson ten zdiagnozował w 1861 r. Léon Louis Rolland nadając mu nazwę Boletus placidus. Obecną, uznaną przez Index Fungorum nazwę nadał mu w 1945 r. Otto Kuntze, przenosząc go do rodzaju Suillus. 
Synonimy:
- Boletus eleutheros (Rolland) J. Blum 1969
- Boletus plorans Rolland 1889
- Boletus plorans var. eleutheros Rolland 1889
- Boletus plorans Rolland 1889 var. plorans
- Suillus plorans subsp. cyanescens Singer 1965
- Suillus plorans (Rolland) Kuntze 1898 subsp. plorans

Nazwę polską nadała Alina Skirgiełło w 1960 r.. Naukowa nazwa gatunkowa plorans oznacza płaczący – jest to nawiązanie do wydzielanych kropelek cieczy.

## Morfologia
Kapelusz
Średnicy 3–15 cm, początkowo półkulisty, później wypukły z garbkiem. Powierzchnia ochrowopomarańczowobrunatnawa, czasami bardziej żółta, przerośnięta brunatnymi włóknami. W czasie wilgotnej pogody jest lepki, szybko jednak wysycha i wówczas stają się widoczne wrośnięte włókienka.
Trzon
Wysokość 4–10 cm, grubość 1–2,5 cm, zazwyczaj grubszy u podstawy i zwężający się ku wierzchołkowi, pełny, rzadziej porowaty lub pusty. Powierzchnia brudnoochrowa lub brudnopomarańczowa z licznymi gruczołkami wydzielającymi mleczko.  Początkowo ma ono mleczną barwę, ale zasychając ciemnieje i staje się czarne.
Hymenofor
Rurkowaty. Rurki początkowo pomarańczowobrunatne, później oliwkowoochrowe, u starszych okazów znów  jaśniejsze – brudnożółte. Pory  małe i mniej więcej okrągłe, o tej samej barwie co rurki, lub nieco ciemniejsze. U młodych owocników wydzielają białe  mleczko, po zaschnięciu brunatniejące.
Miąższ
O pomarańczowej barwie, powyżej rurek i u wierzchołka trzonu bardziej żółtawy. W kapeluszu miękki, w trzonie twardy. Zapach lekko owocowomigdałowy, smak kwaskowaty.
Wysyp zarodników
Brunatnooliwkowy. Zarodniki o wymiarach 9–11,5 × 4–5 μm.

## Występowanie i siedlisko
Występuje tylko w Europie – w Alpach Centralnych i Karpatach, oraz w Niemczech. W Polsce występuje tylko w Tatrzańskim Parku Narodowym.
Rośnie na ziemi pod limbami i świerkiem pospolitym.

## Znaczenie
Grzyb mikoryzowy. Jest jadalny, jednak ze względu na rzadkość zasługuje na ochronę. W Polsce nie może być zbierany, gdyż występuje tylko na chronionym prawnie obszarze parku narodowego.

## Gatunki podobne
Najłatwiej pomylić z maślakiem wejmutkowym (Suillus placidus), który również rośnie pod limbą, ale także pod wejmutką. Ma on jednak bardziej jasną barwę.